# Hyphessobrycon nigricinctus
Hyphessobrycon nigricinctus är en fiskart som beskrevs av Axel Zarske och Jacques Géry 2004. Hyphessobrycon nigricinctus ingår i släktet Hyphessobrycon och familjen Characidae. Inga underarter finns listade i Catalogue of Life.